# Bret Easton Ellis
Bret Easton Ellis (ur. 7 marca 1964 w Los Angeles) – amerykański pisarz, czołowy przedstawiciel Pokolenia X, zaliczany do grupy autorów debiutujących w latach 80. XX wieku określanych jako Brat Pack.

## Życiorys
Ellis urodził się w zamożnej rodzinie w Los Angeles. W 1986 roku ukończył Bennington College w Vermoncie, występującym w wielu jego książkach jako Camden Arts College. W 1985 roku opublikował jako student Less Than Zero (Mniej niż zero, w Polsce znany był tylko film), powieść o zblazowanych bogatych nastolatkach z Los Angeles. Po sukcesie książki przeniósł się do Nowego Jorku. Krytycy pisali, że Mniej niż zero jest jak seria teledysków w MTV.
Jego bohaterowie to młodzi, bogaci ludzie ze skłonnością do deprawacji i zabawy. Wiele stworzonych przez niego postaci pojawia się w kilku jego książkach, łącząc je w cykl. Miejscem akcji są Los Angeles i Nowy Jork, przedstawione jako ponure metropolie.
Najgłośniejsza była trzecia jego powieść, American Psycho, o supermaterialistycznym nowojorskim yuppie Patricku Batemanie, który wieczorami przeobraża się w seryjnego mordercę kobiet, pełna drastycznych, krwawych i pornograficznych scen (nurt transgresji), przedstawionych beznamiętnym tonem (podobne emocje budzi obecnie powieść Jonathana Littella Łaskawe). Po protestach feministek wydawnictwo Simon & Schuster zrezygnowało z publikacji książki (wydanej następnie przez Vintage).

## Twórczość
- Less Than Zero (1985)
- The Rules of Attraction (1987)
- American Psycho (1991)
- The Informers (powiązane w całość opowiadania, 1994)
- Glamorama (1998)
- Księżycowy Park (Lunar Park, 2005)
- Imperial Bedrooms (2010)
- White (2019)
- Strzępy (The Shards, 2023).

W Polsce wydano: American Psycho (1994), Informatorów (1995), (Od)loty godowe („Rules of Attraction”, 2005), Księżycowy park (2006) i Cesarskie sypialnie (2011), Strzępy (2024).

## Filmy
W oparciu o dzieła Ellisa powstało kilka filmów fabularnych: Mniej niż zero (Less Than Zero), Żyć szybko, umierać młodo (Rules of Attraction), American Psycho, Glitterati oraz The Informers. W 2000 roku wydano film dokumentalny o Ellisie, This Is Not an Exit: The Fictional World of Bret Easton Ellis.
W 2008 roku Ellis zadebiutował jako scenarzysta. Na podstawie jego scenariusza zrealizowano m.in. The Informers, The Curse of Downers Grove, a Paul Schrader zrealizował thriller The Canyons.

## Życie prywatne
Ellis jest biseksualny. Jego wieloletni przyjaciel i kochanek Michael Wade Kaplan zmarł w styczniu 2004 roku w wieku 30 lat.